# گرتا اسمیت
گرتا اسمیت (انگلیسی: Gretha Smit؛ زادهٔ ۲۰ ژانویهٔ ۱۹۷۶) اسکیت‌باز سرعت اهل پادشاهی هلند است.